# Christer Garpenborg
Christer Garpenborg, född 12 maj 1952 i Stockholm, är en svensk före detta kortdistanslöpare som var verksam under 1970-talet och början av 1980-talet. Han tävlade för IFK Linköping, KA 2 IF, IK Vikingen och Spårvägens FK. Han blev 1977 Stor grabb nummer 287 i friidrott.

## Karriär
Garpenborg vann 7 SM-guld på 100 meter löpning mellan 1974 och 1981. Han satte 1973 svenskt rekord på 100 meter med 10,2, ett rekord som han slog genom att bli amerikansk mästare med elektronisk tidtagning till 10,25 1976.
Året 1974 vann Garpenborg Dallas Invitational där han besegrade legendaren Donald Quarrie. Han vann även detta året Penn Relays på 100 yards med tiden 9,2.
1976 vann Garpenborg Las Vegas Invitational där han besegrade Clancy Edwards. Garpenborg fick tiden 9,84 på 100 m. Tiden kunde dock inte godkännas som rekord då vindmätaren var trasig. Edwards blev året efter amerikansk mästare på både 100 och 200 meter.
1974 erbjöds Garpenborg att provaträna med det amerikansk fotbollslaget Dallas Cowboys men var tvungen att tacka nej eftersom reglerna inte tillät att vara professionell i en sport och samtidigt amatör i en annan. 
Bland Garpenborgs internationella meriter finns en silvermedalj, på 60 meter löpning, från europeiska inomhusmästerskapen 1977, slagen av ryssen Valeri Borzov med endast en hundradels sekund, en fjärdeplats på inomhus-EM i Göteborg 1974 samt en sjundeplats på 100 meter löpning vid EM 1974. Han blev även amerikansk mästare 1976. Dock må nämnas att startfältet härvidlag inte var helt fulltaligt eftersom enstaka löpare valde att inte riskera något inför OS, vilket dock inte på något sätt förringar "Garpens" prestation med tanke på den enorma bredden i USA vad sprint anbelangar. En skärskådan av startlistan för detta mästerskap bekräftar också detta. 
Han deltog vid OS 1976 och blev där utslagen i kvartsfinal på 100 meter. Det ska dock tilläggas att Garpenborg hade ryggproblem. 3 veckor efter OS slog han Guy Abrahams som kommit 5:a i OS i Montréal.
Christer Garpenborgs allra främsta merit torde dock vara det tangerade världsrekordet på 60 yards, vilket löd på 5,9. 60 yards var en oerhört omhuldad och prestigeladdad amerikansk sprintdistans på den tiden. I detta lopp slog han amerikanen Steve Williams som av facktidningen Track&Field News ansågs vara världens snabbaste man. Track&Field News rankade Christer Garpenborg som en av världens tio snabbaste män på 100 meter 1976.    
Han deltog även i det svenska laget i bobsleigh som kom sjua vid VM 1977.
Garpenborg blev under 1980-talet diagnosticerad med kvicksilverförgiftning vilket gjorde att han inte kunde delta i olympiska spelen i Moskva. Han kom dock tillbaka från sin svåra sjukdom och vann ytterligare ett SM på 100 meter och seger i Finnkampen.

## Personliga rekord
- 100 m (manuell tidtagning): 10,2 s (Växjö 21 augusti 1973)[9]
- 100 m (elektrisk tidtagning): 10,25 s (Westwood, Kalifornien, 11 juni 1976)[10]
- 200 m (manuell tidtagning): 20,9 s[11] (Provo, Utah 12 maj 1973)[12]
- 200 m (elektrisk tidtagning): 21,08 s (Slottsskogsvallen, Göteborg 7 augusti 1977)[13]
- 400 m (manuell tidtagning): 47,7 s[14] (El Paso 24 mars 1973)[15]
- 400 m (elektrisk tidtagning): 48,27 s (Sollentuna 25 juli 1971)[16]
- 400 m häck (manuell tidtagning): 52,6 s[14] (El Paso 15 april 1972)[17]

### Fotnoter
1. 1 2 3 4 5 6 7 8 9 10   Svenska Mästerskapen i friidrott 1896-2005. Trångsund: Erik Wiger/TextoGraf Förlag. 2006. ISBN 91-631-9065-6, sid 37
2. 1 2 3 4   Svenska Mästerskapen i friidrott 1896-2005. Trångsund: Erik Wiger/TextoGraf Förlag. 2006. ISBN 91-631-9065-6, sid 40
3. ↑   Svenska Mästerskapen i friidrott 1896-2005. Trångsund: Erik Wiger/TextoGraf Förlag. 2006. ISBN 91-631-9065-6, sid 152
4. 1 2 3 4   Svenska Mästerskapen i friidrott 1896-2005. Trångsund: Erik Wiger/TextoGraf Förlag. 2006. ISBN 91-631-9065-6, sid 153
5. 1 2 3   Svenska Mästerskapen i friidrott 1896-2005. Trångsund: Erik Wiger/TextoGraf Förlag. 2006. ISBN 91-631-9065-6, sid 159
6. 1 2  SOK:s personsida (Christer Garpenborg)
7. ↑  friidrott.se:s Stora Grabbar-sida Arkiverad 31 mars 2016 hämtat från the Wayback Machine. Läst 2015-06-24
8. ↑  Stora grabbars märke Läst 2015-06-24
9. ↑   Sverigebästa genom tiderna i friidrott. Trångsund: Bengt Holmberg/TextoGraf Förlag. 2009. ISBN 978-91-977146-3-1, sid 33
10. ↑   Sverigebästa genom tiderna i friidrott. Trångsund: Bengt Holmberg/TextoGraf Förlag. 2009. ISBN 978-91-977146-3-1, sid 16
11. ↑  220 yards minus 0,1 s
12. ↑   Sverigebästa genom tiderna i friidrott. Trångsund: Bengt Holmberg/TextoGraf Förlag. 2009. ISBN 978-91-977146-3-1, sid 67
13. ↑   Sverigebästa genom tiderna i friidrott. Trångsund: Bengt Holmberg/TextoGraf Förlag. 2009. ISBN 978-91-977146-3-1, sid 50
14. 1 2  440 yards minus 0,3 s
15. ↑   Sverigebästa genom tiderna i friidrott. Trångsund: Bengt Holmberg/TextoGraf Förlag. 2009. ISBN 978-91-977146-3-1, sid 90
16. ↑   Sverigebästa genom tiderna i friidrott. Trångsund: Bengt Holmberg/TextoGraf Förlag. 2009. ISBN 978-91-977146-3-1, sid 78
17. ↑   Sverigebästa genom tiderna i friidrott. Trångsund: Bengt Holmberg/TextoGraf Förlag. 2009. ISBN 978-91-977146-3-1, sid 193
18. 1 2 3  ”Swedish Athletic Page”. Arkiverad från originalet den 8 december 2007. https://web.archive.org/web/20071208031252/http://home.swipnet.se/~w-92028/. Läst 18 november 2007.